# Surányi
Der Surányi war ein ungarischer Kleinwagen.
Der Techniker Endre Surányi stellte 1946 einen Kleinstwagen vor. Das Fahrzeug hatte vier Räder, aber keine Türen und kein Verdeck, und bot Platz für zwei Personen. 1947 folgte ein etwas größeres Modell. Für den Antrieb sorgte ein Einzylinder-Zweitaktmotor von Fichtel & Sachs mit 125 cm³ Hubraum, der im Heck angeordnet war. Zu einer Serienfertigung kam es nicht.